# COPII

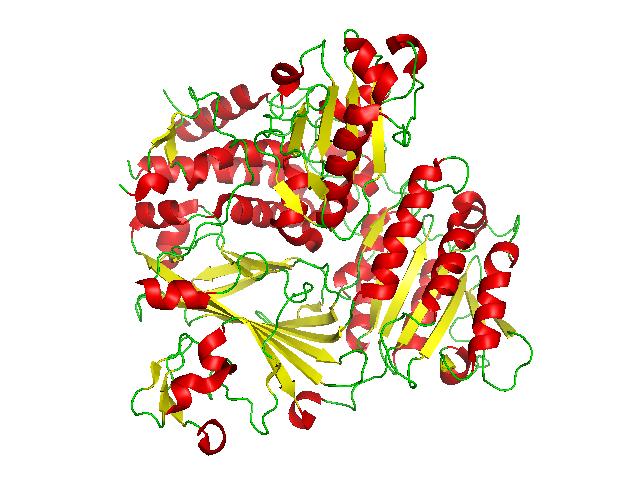
Sec23/Sec24 heterodimer je důležitou součástí COPII komplexů

COPII (COP II, z angl. coat protein) je proteinový komplex, který umožňuje pučení váčků z endoplazmatického retikula, aby mohly být následně směrovány do Golgiho aparátu. Svou funkcí se tedy řadí po bok klathrinových a COPI komplexů.
Mechanismus vzniku COPII komplexů a odštěpování COPII váčků je v základních obrysech dobře znám. Nejprve dochází k aktivaci Sar1 cytosolického proteinu pomocí Sec12 GEFu, a to tak, že se vymění jeho GDP za GTP. Sar1 se díky tomu svým N-koncem upevní do membrány endoplazmatického retikula. Sar1 zde slouží jako vazebné místo pro komplex Sec23/Sec24. Tento komplex má speciální vazebná místa pro tzv. cargo proteiny, které rozeznávají signální sekvenci všech bílkovin, jež jsou určené pro export do Golgiho aparátu. K dokončení COPII komplexu zbývá ještě navázat další dvojici bílkovin, Sec13/Sec31. V tomto bodu dochází k vypučení váčku. Konečným procesem je hydrolýza GTP v Sar1 proteinu pomocí Sec23, což způsobí rozvolnění a rozpad celého COPII komplexu. Jednotlivé jeho bílkovinné součásti mohou být recyklovány.